# Oxyurichthys auchenolepis
Oxyurichthys auchenolepis là một loài cá biển thuộc chi Oxyurichthys trong họ cá bống Oxudercidae. Loài này được mô tả lần đầu tiên vào năm 1876.

## Từ nguyên
Từ định danh auchenolepis được ghép bởi hai âm tiết trong tiếng Hy Lạp cổ đại: aukhénos (αὐχένος; “cổ, gáy”) và lepís (λεπίς; “vảy cá”), hàm ý đề cập đến lớp vảy ở chóp gáy của loài cá này.

## Phân bố và môi trường sống
O. auchenolepis được ghi nhận từ tỉnh Wakayama và Kōchi (Nhật Bản) cùng Hồng Kông trải dài về phía nam đến bờ bắc Úc, băng qua khu vực Biển Đông ở Tây Thái Bình Dương, một số ảnh chụp còn cho thấy loài này mở rộng phạm vi đến tận Pakistan. Ở Việt Nam, O. auchenolepis được ghi nhận tại khu vực vịnh Nha Trang–vịnh Vân Phong và vịnh Hạ Long.
O. auchenolepis sống trên nền đáy bùn, được tìm thấy ở độ sâu đến ít nhất khoảng 70 m.

## Mô tả
Chiều dài chuẩn lớn nhất được ghi nhận ở O. auchenolepis là 13 cm.
Số gai ở vây lưng: 7; Số tia ở vây lưng: 13; Số gai ở vây hậu môn: 1; Số tia ở vây hậu môn: 14; Số tia ở vây ngực: 21–25; Số vảy đường bên: 52–72.